# Sssniperwolf
Alia Marie Shelesh (Liverpool, 22 oktober 1992), bekend onder haar pseudoniem Sssniperwolf, is een Engels-Amerikaanse youtuber. Zij maakt onder andere video's waarin zij games als Call of Duty speelt. Anno 2021 had haar kanaal ruim 30 miljoen abonnees.

## Biografie
Shelesh is geboren in het Verenigd Koninkrijk. Haar ouders zijn van Turkse en Griekse afkomst. Op jonge leeftijd verhuisde het gezin naar Phoenix, Arizona. In 2019 kocht ze een huis in Los Angeles.
In 2013 begon Shelesh met het YouTube-kanaal Sssniperwolf. Een jaar later kwam ze met het kanaal Little Lia.  Vanwege het succes van haar werkzaamheden op YouTube brak ze voortijdig haar studie af.
In 2020 richtte Shelesh zich meer op het becommentariëren van TikTok-filmpjes.
In 2023 werd Shelesh beschuldigd van doxing. Nadat YouTuber Jack Douglass ('Jacksfilms) zich diverse malen kritisch had uitgelaten over het gebruik van andermans materiaal door Shelesh, plaatste zij in oktober een foto op Instagram van de woning van Douglass.
Haar gebruikersnaam SSSniperWolf komt van Sniper Wolf, een van de belangrijkste antagonisten en bazen in de game Metal Gear Solid. Het was ook haar favoriete spel als kind.